# Гроот, Альберт Виллем де
Альберт Виллем де Гроот (нидерл. Albert Willem de Groot; 13 января 1892, Гронинген — 14 декабря 1963, Ларен) — нидерландский филолог.
В 1909 году поступил в Гронингенский университет, успешно сдав экзамены по классическим языкам; изучал общую лингвистику, древние языки, философию и психологию. В 1912 году стал преподавателем языков в гимназии в Винсхотене, в 1916 году получил должность библиотекаря Гронингенского университета. Докторскую степень получил в 1918 году за исследование в области устного латинского языка.
В 1919 году стал преподавателем Гронингенского университета, одновременно продолжая совершенствоваться в лингвистике в университетах Базеля и Мюнстера; в 1921 году получил должность профессора классических языков и литературы в Амстердамском университете. В 1948 году был одним из основателей международного лингвистического журнала Lingua.
В первой половине 1950-х годов жил в США и Канаде: в 1951 году был профессором классических языков в университетах Калифорнии и Ванкувера, с 1952 года — в Вашингтоне; также активно выступал с гостевыми лекциями по лингвистике в различных американских и канадских городах. В 1956 году вернулся в Нидерланды, став профессором в Утрехте, и создал Институт общей лингвистики, впоследствии названный в его честь; вышел в отставку в июле 1962 года.
Научные исследования де Гроота были посвящены общему и сравнительному языкознанию, древним языкам и голландскому, структурной лингвистике, фонетике и поэтике; во время работы в США и Канаде написал также работы по морфологии и синтаксису английского языка.